# Emblème du Soudan
L'actuel emblème du Soudan a été adopté en 1985 comme variante de celui de 1970. L'élément central est un oiseau dénommé messager sagittaire portant une cotte de mailles du temps de Muhammad ibn Abdallah (1844-1885) qui se proclama Mahdi en 1881 et qui réussit à conquérir le Soudan et à le gouverner à la place des autorités britanniques. Sur le listel supérieur, on peut lire la devise nationale : Al-nasr lana (النصر لنا , « la victoire est à nous ») et sur le listel inférieur la dénomination officielle du pays: Jumhuriyat as-Sudan (جمهورية السودان, « République du Soudan »).

## Les emblèmes successifs du pays
Le premier emblème présentait un rhinocéros entouré par deux palmiers et par deux rameaux d'olivier. Sur un listel déployé sous l'emblème, on pouvait lire ces mots en arabe : Jumhuriyat as-Sudan (جمهورية السودان, « République du Soudan »).

Emblème de la république du Soudan de 1960 à 1970.
Emblème de la république démocratique du Soudan de 1970 à 1985.
Emblème de la république du Soudan depuis 1985.